# Heimir Hallgrímsson
Heimir Hallgrímsson (ur. 10 czerwca 1967 w Vestmannaeyjar) – islandzki trener piłkarski oraz piłkarz, od 2024 selekcjoner reprezentacji Irlandii, a w latach 2016-2018 Islandii. Wcześniej prowadził także Vestmannaeyja, a jako piłkarz występował w barwach m.in. Höttur, Smástund oraz KFS.